# Sarangollo
El sarangollo és un joc de cartes, practicat sobretot a Elx, on és considerat un símbol local, i en altres zones meridionals del País Valencià.
L'origen del joc, considerat com un dels més complicats del món, no és gaire conegut. En diversos pobles del Baix Segura, a Alacant, així com a la província de València, el joc del truc, en certs barris anomenant La Perejilla, aparenta molt el sarangollo. Podria tractar-se d'un joc importat per mariners o pels àrabs que amb el temps va evolucionar localment vers diverses variants. A Elx el joc sembla perdre popularitat, i es prenen iniciatives per a fomentar la tradició i animar el jovent. Des del 2012 s'organitzen al Camp d'Elx les «Jornades de Cultura Popular El Sarangollo».

## Normes
La pràctica del sarangollo necessita una baralla espanyola de 40 cartes i un nombre parell de jugadors, normalment sis dividits en dos equips de tres jugadors cadascun. En aquest sentit, és bàsic l'ús de senyals entre els companys per a comunicar-se les cartes que duen.
És un joc d'envit. Cada partida es divideix en cotos, i cada coto, en cames. Per a guanyar, cal fer dos cotos, i al seu torn, dues cames per a apuntar-se el coto. El valor dels punts per cama varia entre 40 en partides d'equips de tres i 30 en equips de dues persones. En partides d'un contra un, denominades cinquet, són de cinc punts fins a un valor acordat prèviament.
Una peculiaritat del sarangollo és que no es reparteix un nombre fix de cartes. Ací, la persona que reparteix pot donar 4, 5 o 6 cartes, sempre de la part inferior del muntó de la baralla. Quan s'hagen repartit, la darrera es gira cap amunt, la mostra, i marcarà el color del perico i la perica. Tot seguit, cada jugador selecciona tres cartes d'entre les que ha rebut. Les altres rebutjades s'aparten, sense descobrir, al costat del muntó. El perico és el cavall i la perica la sota del color de la carta de la mostra. Si la mostra és un cavall o sota, es substitueix pel rei. El seu valor és de 8 punts per al perico i 7 per a la perica.
El joc s'inicia per la persona consecutiva al repartidor, en sentit contrari a les busques del rellotge. Llavors, el jugador dirà, en veu alta, un jocs amb el que compta (envit, flor, secansa, ali i truc), i la resta han de dir "jo" si també el tenen o "bo/bona" si és al contrari. Quan ja ha cantat tots els seus jocs, posarà una carta cap per amunt sobre la taula. Aquest procés el repeteix el següent jugador, i així successivament, fins a arribar al repartidor. Aquest darrer no està obligat a cantar els seus jocs, tret de la flor. Aleshores ha de dir, al començar el truc "de la meua flor" al posar la carta sobre la taula. Com en aquest cas és l'únic que té el joc, s'ho apunta directament.
Quan s'acaba la volta, els equips compten les baces, es compten els punts i reparteix de nou. Quan un equip arriba a 30 punts (en partides de dos contra dos) o a 40 punts (tres contra tres), guanya la cama. Ara bé, el primer equip que haja aconseguit obtindre la puntuació necessària fent la seqüència dels jocs (envit-flor, secansa, ali i truc), també s'haurà imposat sense haver de disputar altres jocs.

## Els jocs
L'envit
Val 1 punt i es forma amb dues cartes del mateix color, o qualsevol junt el perico o la perica. El valor de l'envit es forma així: 20 per tindre envit més el valor de les cartes blanques del mateix color. La jugada la guanya l'equip amb l'envit més alt. A més a més, l'envit és l'únic joc que es pot cantar en fals.
Una variant ocòrre quan un equip envida i no és acceptat. Aleshores es guanya el punt, encara que s'haja cantat en fals. Quan s'accepta, hi ha dos punts en joc. Una tercera opció, ni acceptar-lo ni rebutjar-lo, és amb l'expressió "te'l torne" i es passa a quatre punts. D'aquesta manera es pot arribar fins a la falta, el nombre de punts que li resten a un equip per a guanyar la cama. Al seu torn, la falta es pot envidar sense necessitat d'envit i te'l torne.
Finalment, si mentre l'envit es canta la flor ("hi ha flor"), el joc s'anul·la i comença a jugar-se la part de la flor.
La flor
Val un mínim de tres punts. Es forma amb les tres cartes del mateix color, així com dues cartes del mateix color amb el perico o la perica, i qualsevol carta més aquestes dues figures, que equivalen a un valor de 8 i 7, respectivament. El valor de la flor es calcula, doncs, de la suma del valor de les tres cartes, és 20 per tindre'n la jugada. Guanya la flor més alta.
Si només un equip té la flor, els punts del joc es multipliquen per tres segons el nombre de flors que hi tenen conjuntament els components de l'equip. Si són diversos equips, es pot envidar o passar. Si s'envida i els contricants ho rebutgen, s'apunten els seus punts; mentre que si s'envida, l'equip amb la flor de més valor s'apuntarà els punts de totes les que s'hagen cantat.
També, com a l'envit, es pot envidar fins a la falta, que són els punts que resten per a concloure la cama l'equip que va per davant. Ací, si el primer equip passa, el segon pot envidar a la resta o passar també, però si el primer passa i el segon accepta l'envit a falta, es jugarà com si els anteriors també hagueren envidat. Finalment, si el primer equip envida la flor i el segon la falta, si els altres equips rebutgen eixe moviment, eixe segon equip guanya tots els punts de la flor.
La secansa (o secança)
Val un o tres punts. Es forma amb una escala de dues o tres cartes continuades, sense importar el color de la mà. L'escala de dues cartes val un punt, i l'escala de tres, denominada també secansa correguda, en val tres. Guanya la més alta, formada per sota, cavall i rei (secansa reial) i la més baixa és la d'as i dos. Una secansa de tres cartes sempre guanya a la de dues. Només s'apunten els punts l'equip guanyador de la jugada.
Es pot envidar o passar. Si tots els participants passen, al final es comprova la secansa més alta. Si s'envida i es rebutja es manté igual, però si s'accepta l'envit, s'augmenta en un punt el valor de la jugada. Si es respon l'envit amb un tres-val, que puja en dos punts, i així successivament (quatre-val, cinc-val, etc.) fins a arribar a la falta.